# Slobodna Dalmacija
Slobodna Dalmacija (česky doslovně Svobodná Dalmácie) jsou chorvatské noviny se sídlem ve Splitu. Patří k nejčtenějším novinám v regionu Dalmácie, a to již od druhé poloviny 20. století.
Podobně i jako jiný známý chorvatský deník, Vjesnik, má i Slobodna Dalmacija svůj původ v časech druhé světové války. Po zlomu v bitvě u Stalingradu a úspěšném postupu spojenců (vylodění na Sicílii) rozhodli jugoslávští partyzáni vydávat v červnu 1943 noviny s názvem Dnevnik Jedinstvenog narodnooslobodilačkog fronta Dalmacije („Deník jednotné národněosvobozenecké fronty Dalmácie“). Po osvobození Splitu v květnu 1944 se redakce přesídlila do tohoto chorvatského přístavu, kde působí až dodnes.
Slobodna Dalmacija byl jako deník partyzánů nejen mobilizující proti okupantovi, ale také propagoval rozvoj myšlenek ustavení a propagace komunistické moci. Jeho stránky proto plnila stále častěji i komunistická propaganda oslavující Josipa Broze Tita a komunistickou stranu. V padesátých letech byly hlavními tématy prosazovanými vládnoucími kruhy především články o dělnických samosprávách a Hnutí nezúčastněných zemí. A i těm bylo v deníku věnováno nemálo prostoru.
Na přelomu 80. a 90. let vycházelo denně 150 000 výtisků Slobodne Damacije. Stejně jako v Chorvatsku samotném, i v deníku došlo v té době k demokratizaci a liberalizaci, což vedlo k ústupu od komunistické rétoriky. Redakce novin (stejně jako většina tehdejších médií v rámci Chorvatska)[zdroj?] přivítala i pozdější vyhlášení nezávislosti země a informovala o válečných událostech v 90. letech. V roce 2005 byl po dlouhých sporech o vlastnictví prodán mezinárodnímu holdingu Europapress holding.

## Šéfredaktoři
- Šerif Šehović (1943-1944)
- Neven Šegvić (1944-1945)
- Petar Šegvić (1945-1946)
- Antun Maštrović (1946-1947)
- Božidar Novak (1947-1949)
- Branko Karadžole (1949)
- Vladimir Pilepić (1949-1951)
- Igor Radinović (1951)
- Mirko Peršen (1951-1953)
- Nikola Disopra (1955-1957)
- Sibe Kvesić (1957-1965)
- Hrvoje Baričić (1965-1973)
- Marin Kuzmić (1973-1978)
- Miro Jajčanin
- Mirko Prelas
- Joško Franceschi (1982-1983)
- Joško Kulušić (1983-1993)
- Dino Mikulandra (1993-1995)
- Josip Jović (?-2001.)
- Dražen Gudić (2001-2005)
- Mladen Pleše (2005-2008)
- Zoran Krželj (2008-2010)
- Krunoslav Kljaković (2010- )